# Васил Чочов
Васил Иванов Чочов или Чочев е български революционер, деец на Вътрешната македоно-одринска революционна организация.

## Биография
Васил Чочов е роден през 1862 година в малешевското село Берово, тогава в Османската империя. Получава основно образование. След Кресненско Разложкото въстание емигрира в България и става фелдфебел от българската армия.
В 1896—1897 година по инициатива на Чочев група малешевци образуват в София конспиративен кръжок в квартала Курубаглар (днес Лозенец). По инициатива на Гоце Делчев 15 души от този кръжок формират чета, която избира за войвода Васил Чочев. В четата влизат Никола Петров Русински, Михаил Попето и други. През пролетта на 1897 година четата заминава за Македония, като става първата организационна чета в Малешево. Есента на същата година участва в отвличането на Назлъм бей, ръководено от Гоце Делчев. Умира в София през 1899 година.